# Wsiewołod Siergiejew
Wsiewołod Nikołajewicz Siergiejew, ros. Всеволод Николаевич Сергеев (ur. 14 września?/26 września 1891 we wsi Prigorodnaja, zm. 11 grudnia 1962 w Moskwie) – radziecki wojskowy, generał porucznik.

## Życiorys
Urodził się we wsi Prigoradnaja w obwodzie saratowskim w rodzinie chłopskiej.
W 1911 roku ukończył I rok Instytutu Rolniczego w Saratowie, a następnie wstąpił do wojska, gdzie w 1913 roku ukończył Kazańską Szkołę Wojskową, zostając oficerem.
Uczestniczył w I wojnie światowej w armii rosyjskiej uzyskując stopień kapitana.
W 1918 roku wstąpił do Armii Czerwonej i uczestniczył w wojnie domowej w Rosji. Walczył na Froncie Południowym, Południowo-Wschodnim i Kaukaskim. Pełnił kolejno funkcję: dowódcy pułku strzeleckiego, dywizjonu wojsk kolejowych, grupy wojsk kolejowych Frontu Południowego, dowódcy samodzielnej brygady wojsk kolejowych Frontu Południowo-Wschodniego, a potem Kaukaskiego i następnie dowódcy brygady strzeleckiej.
Po zakończeniu wojny domowej w sierpniu 1921 roku został mianowany szefem wydziału operacyjnego sztabu Północnokaukaskiego Okręgu Wojskowego. Następnie kolejno zajmował stanowiska: pomocnika dowódcy 65 Brygady Strzeleckiej, dowódcy 64, 27 a następnie 37 pułku strzeleckiego 22 Dywizji Strzeleckiej.
W 1924 roku ukończył wyższy kurs dowódco-taktyczny „Wystrieł”, po czym został dowódcą 95 pułku strzeleckiego 32 Dywizji Strzeleckiej. W listopadzie 1926 roku został pomocnikiem i zastępcą szefa wydziału wyszkolenia bojowego sztabu Nadwołżańskiego Okręgu Wojskowego.
W 1930 roku ukończył wyższy kurs dowódców Armii Czerwonej w Akademii Wojskowej im Frunzego, po czym został mianowany zastępcą naczelnika wydziału wyszkolenia bojowej sztabu Nadwołżańskiego Okręgu Wojskowego.
Następnie pełnił kolejno stanowiska: szefa sztabu 31 Dywizji Strzeleckiej a potem 53 Dywizji Strzeleckiej, następnie został zastępcą dowódcy 22 Dywizji Strzeleckiej.
W 1938 roku został mianowany dowódcą 9 Dywizji Strzeleckiej, po czym w czerwcu 1939 roku został dowódcą 39 Korpusu Strzeleckiego. Dowodził nim od czerwca do sierpnia 1939 w walkach nad jeziorem Chasan, po czym został odwołany.
W dniu 22 czerwca 1940 roku został dowódcą 2 Armii i zajmował to stanowisko do 11 marca 1941 roku. Po zwolnieniu z tego stanowiska został wykładowcą w Akademii Wojskowej im. Frunzego.
Po ataku Niemiec na ZSRR został pomocnikiem dowódcy Północnokaukaskiego Okręgu Wojskowego do spraw obrony przeciwlotniczej, jednocześnie od grudnia 1941 roku był dowódcą Północnokaukaskiej Strefy Obrony Przeciwlotniczej. W okresie od 18 listopada 1941 do 14 lutego 1942 roku pełnił obowiązki dowódcy Północnokaukaskiego Okręgu Wojskowego. Od września 1942 roku był zastępcą szefa wydziału mobilizacji sztabu Frontu Zakaukaskiego, a następnie od grudnia 1942 roku był zastępcą dowódcy 45 Armii, a od lipca 1943 roku zastępcą dowódcy Północnokaukaskiego Okręgu Wojskowego i funkcję tę pełnił do końca wojny.
W sierpniu 1945 roku został zastępcą dowódcy Kubańskiego Okręgu Wojskowego i pełnił ją do kwietnia 1946 roku kiedy został pomocnikiem dowódcy Północnokaukaskiego Okręgu Wojskowego do spraw wyszkolenia. Z tej funkcji został zwolniony w lipcu 1948 roku i pozostawał do października 1948 roku w dyspozycji Dowództwa Wojsk Lądowych. Po czym zwolniony został do rezerwy.
Po zwolnieniu do rezerwy mieszkał w Moskwie, gdzie zmarł w 1962.

## Awanse
- kombrig (rozkaz nr 235/п z dnia 17.02.1938)
- komdiw (rozkaz nr 2029/п z dnia 4.11.1938 i rozkaz nr 271 z dnia 9.02.1939)
- generał porucznik (rozkaz nr 945 z dnia 4.06.1940)

## Odznaczenia
- Order Lenina
- Order Czerwonego Sztandaru (dwukrotnie – 22.02.1938 i 25.10.1938[1])
- Order Czerwonej Gwiazdy (1.04.1943[2])
- Medal jubileuszowy „XX lat Robotniczo-Chłopskiej Armii Czerwonej” (1938)
- Medal „Za zwycięstwo nad Niemcami w Wielkiej Wojnie Ojczyźnianej 1941–1945” (26.06.1945[3])